# Fondaparinux
Fondaparinux (merknaam Arixtra®) is een antistollingsmiddel, ook wel anticoagulans genoemd. Het is gerelateerd aan laagmoleculaire heparines. Dit middel wordt gebruikt ter voorkoming en behandeling van trombo-embolitische aandoeningen.

## Werking
Fondaparinux grijpt in op de bloedstolling door de remming van het geactiveerde factor X (Xa). Fondaparinux bindt aan antitrombine III en kan hierdoor de factor Xa neutraliseren. Hierdoor wordt zowel de trombinevorming als de trombusvorming voorkomen. Fondaparinux inactiveert de stof trombine niet en heeft geen effect op de bloedplaatjes (trombocyten). De stollingstesten tonen geen verandering bij het gebruik van fondaparinux; hierdoor blijven de geactiveerde partiële tromboplastinetijd (aPTT), geactiveerde stollingstijd (ACT), protrombinetijd (PT)/ International Normalized Ratio (INR)-testen in plasma, bloedingstijd of fibrinolytische activiteit, normaal.

## Toepassing
Fondaparinux wordt gebruikt bij het voorkomen en behandelen van trombo-embolitische aandoeningen, zoals:
- diepveneuze trombose
- longembolieën
- Instabiele angina pectoris
- myocardinfarct

Het voordeel van Fondaparinux is dat er minder kans op bloedingen is in vergelijking met laagmoleculair heparine. Een nadeel van fondaparinux is het niet kunnen couperen van bloedingen in tegenstelling tot laagmoleculaire heparine: er bestaat namelijk geen "tegengif" om de werking van het middel ongedaan te maken.